# Cheumatopsyche clavalis
Cheumatopsyche clavalis är en nattsländeart som först beskrevs av Martynov 1930.  Cheumatopsyche clavalis ingår i släktet Cheumatopsyche och familjen ryssjenattsländor. Inga underarter finns listade i Catalogue of Life.